# 90210
90210 (Brasil: Barrados no Baile – Nova Geração ) é uma série de televisão dramática com temática adolescente originalmente criada por Rob Thomas e baseada em Beverly Hills, 90210. Nos Estados Unidos, o programa estreou no dia 2 de setembro de 2008, a série foi produzida pela CBS Television Studios e exibida pelo canal The CW.
Como o seu antecessor, a série segue a vida de vários estudantes ricos frequentando a West Beverly Hills High School na comunidade de luxo e repleta de estrelas de Beverly Hills, Califórnia. Depois a série se concentra no mesmo grupo de amigos quando eles se formam e começam suas vidas no mundo adulto. Alguns frequentam a faculdade na Universidade da Califórnia, enquanto outros começam a explorar o ensino pós-secundário.
A série originalmente girava em torno da família Wilson, incluindo os novos moradores de Beverly Hills, Annie Wilson (Shenae Grimes) e Dixon Wilson (Tristan Wilds). Seu pai, Harrison Wilson (Rob Estes) retornou de Wichita, Kansas, para sua casa de infância em Beverly Hills com sua família para cuidar de sua mãe, a ex-atriz de televisão e teatro Tabitha Wilson (Jessica Walter), que tem um problema com bebida e entra em conflito com sua esposa Debbie Wilson (Lori Loughlin). Annie e Dixon lutam para se adaptar às suas novas vidas enquanto fazem amigos e ainda aderem aos desejos de seus pais.
Durante as duas primeiras temporadas, os membros do elenco da série original fizeram aparições, incluindo Jennie Garth, Shannon Doherty, Ann Gillespie, Tori Spelling e Joe E. Tata. Após a segunda temporada, no entanto, eles não foram apresentados e raramente foram mencionados. A principal ligação entre as duas séries foi o personagem da nova série de Erin Silver (Jessica Stroup), a meia-irmã de Kelly Taylor e David Silver da série original.

## Premissa
A série é vista através de Annie Wilson e seu irmão Dixon, cujo primeiro dia em West Beverly Hills High School não deixa dúvidas de que não estão mais no Kansas. A família Wilson, incluindo o pai Harry e a mãe Debbie, se mudam para Beverly Hills para ficar de olho na mãe de Harry, Tabitha, uma estrela de televisão mal-humorada e alcoólotra e ex-membro fundador da Clínica Betty Ford. Para Annie e Dixon, o constrangimento de serem os novos garotos é agravado pelo fato de que seu pai se tornou diretor do mais famoso colégio de Bervely Hills, o West Bervely. A escola é um grande choque cultural para Annie, uma menina doce e simpática, com uma paixão pelo teatro, e Dixon, um atleta estudioso que foi adotado pela família Wilson. Annie e Dixon têm uma relação estreita entre irmãos, o que eles precisam ajudá-los a lidar com todas as panelinhas e novos colegas, incluindo Naomi, uma menina sensual, rica e mimada, Ethan, um atleta popular, Navid, um aspirante a jornalista que comanda o noticiário diário da escola, e Silver, uma rebelde que produz uma série de vídeos constrangedores em seu blog. No colégio trabalham, o inteligente e engraçado professor Ryan Matthews e a bela educadora e conselheira Kelly Taylor. A família Wilson está apenas começando a perceber o quanto suas vidas estão prestes a mudar.

## Elenco e personagens
|  | Principal |  | Recorrente |  | Participação |  | Ausente |

| Ator             | Personagem           | Temporadas | Temporadas | Temporadas | Temporadas | Temporadas |
| Ator             | Personagem           | 1          | 2          | 3          | 4          | 5          |
| ---------------- | -------------------- | ---------- | ---------- | ---------- | ---------- | ---------- |
| Shenae Grimes    | Annie Wilson         |            |            |            |            |            |
| Tristan Wilds    | Dixon Wilson         |            |            |            |            |            |
| AnnaLynne McCord | Naomi Clark          |            |            |            |            |            |
| Jessica Stroup   | Erin Silver          |            |            |            |            |            |
| Jessica Lowndes  | Adrianna Tate-Duncan |            |            |            |            |            |
| Michael Steger   | Navid Shirazi        |            |            |            |            |            |
| Matt Lanter      | Liam Court           |            |            |            |            |            |
| Trevor Donovan   | Teddy Montgomery     |            |            |            |            |            |
| Gillian Zinser   | Ivy Sullivan         |            |            |            |            |            |
| Lori Loughlin    | Debbie Wilson        |            |            |            |            |            |
| Ryan Eggold      | Ryan Matthews        |            |            |            |            |            |
| Rob Estes        | Harry Wilson         |            |            |            |            |            |
| Jennie Garth     | Kelly Taylor         |            |            |            |            |            |
| Dustin Milligan  | Ethan Ward           |            |            |            |            |            |
| Jessica Walter   | Tabitha Wilson       |            |            |            |            |            |
| Sara Foster      | Jen Clark            |            |            |            |            |            |
| Josh Zuckerman   | Max Miller           |            |            |            |            |            |

## Episódios
| Temporada | Temporada | Episódios | Episódios | Originalmente exibido  | Originalmente exibido |
| Temporada | Temporada | Episódios | Episódios | Estreia da temporada   | Final da temporada    |
| --------- | --------- | --------- | --------- | ---------------------- | --------------------- |
|           | 1         | 24        | 24        | 2 de setembro de 2008  | 19 de maio de 2009    |
|           | 2         | 22        | 22        | 8 de setembro de 2009  | 18 de maio de 2010    |
|           | 3         | 22        | 22        | 13 de setembro de 2010 | 16 de maio de 2011    |
|           | 4         | 24        | 24        | 13 de setembro de 2011 | 15 de maio de 2012    |
|           | 5         | 22        | 22        | 8 de outubro de 2012   | 13 de maio de 2013    |

## Produção

### Concepção
Uma vez lançado, o projeto foi acelerado pela The CW, e uma ordem do piloto era esperada até o final do mês. O criador de Beverly Hills, 90210, Darren Star, foi anunciado como não envolvido no projeto. Acredita-se que o único elemento sobrevivente da série original seja a Creative Artists Agency, a agência de talentos que concebeu a ideia do spin-off. O criador de Veronica Mars, Rob Thomas, estava em negociações para escrever o piloto e Mark Piznarski estava em negociações para dirigi-lo.

### Desenvolvimento
Um detalhamento do piloto escrito por Thomas foi lançado em 17 de março de 2008, contendo informações sobre o enredo e os personagens que estariam na série. Nenhum dos personagens estava relacionado à série original, que foi ao ar alguns anos antes, exceto Erin Silver interpretada por Jessica Stroup; no entanto, a nova série apresentava uma premissa semelhante: uma família com dois adolescentes que recentemente mudaram-se do Centro-Oeste para Beverly Hills. Para refletir a situação na escola de Beverly Hills, onde cerca de 40% dos estudantes eram descendentes de persas, um estudante chamado Navid Shirazi foi criado. Thomas pretendia introduzir o The Peach Pit, um restaurante de Beverly Hills, 90210, mas ele notou que não seria apresentado no piloto. O escritor considerou dar um emprego aos irmãos em uma sala de cinema, já que ele não queria que eles usassem os cartões de crédito de seus pais. Thomas revelou que havia planos de reintroduzir um dos membros do elenco original, mas não havia se encontrado com nenhum deles para discutir um papel. Thomas posteriormente elaborou que os produtores queriam ver "o maior número possível do elenco original", mas tiveram o cuidado de não "desfilar todos eles no piloto".
Em 14 de abril de 2008, Thomas anunciou que estava deixando a série de lado para concentrar-se em seus dois pilotos da ABC. Gabe Sachs e Jeff Judah foram contratados como os novos produtores executivos e escreveram uma nova versão do roteiro no final de abril. Sachs disse que, embora Thomas tivesse um "ótimo roteiro", sua versão do roteiro era mais ousada. Judah disse que eles estavam tentando fundamentar seu roteiro na realidade, com histórias reais de personagens e histórias emocionais. Os escritores queriam que o público se relacionasse com os problemas dos personagens, que queriam ser sinceros e emocionais, mas também cômicos. A dupla estava interessada em contar várias histórias simultaneamente, apresentando muitos personagens. Eles mudaram o sobrenome da família principal de Mills para Wilson, além de mudar o nome da mãe de Celia para Debbie. Também disseram aos repórteres que eles estariam adicionando seus "impulsos cômicos" ao roteiro. Sachs e Judah consideraram os pais uma parte importante da série e foram criados para serem pais contemporâneos. Como os dois eram pais, eles criaram o roteiro para incluir histórias de adultos mais proeminentes e um forte ponto de vista sobre a criação dos filhos. Judah estava interessado em focar em como a família mantinha seu centro moral ao mudar-se para Beverly Hills e a maneira como os pais lidavam com seus filhos adolescentes. Em 11 de maio de 2008, um dia antes das apresentações iniciais da The CW, a série foi escolhida pela rede para a temporada televisiva de 2008–2009.
Apesar da primeira temporada ter as audiências mais altas de toda a série, o programa foi considerado malsucedido durante a primeira temporada, mas os personagens foram um sucesso. Depois de discordar dos executivos da rede sobre as histórias da série, Sachs e Judah encerraram seu contrato como produtores. A The CW queria que a série tivesse uma perspectiva feminina e concentrar-se mais na vida e no glamour da adolescência; no entanto, Judah e Sachs estavam mais à vontade escrevendo para personagens masculinos, apresentando histórias de família. O estúdio contratou Rebecca Rand Kirshner Sinclair, co-produtora executiva do popular programa, Gilmore Girls, para reformular o fracasso de 90210. Sinclair é amplamente creditado por salvar o programa, que teve uma audiência estável em sua terceira temporada. Durante o restante da primeira temporada, Judah trabalhou na pós-produção, incluindo edição e supervisão musical, enquanto Sachs dirigiu a produção no set. Rebecca Sinclair começou a reformular a série como roteirista e assumiu formalmente o programa no início da segunda temporada. No final de fevereiro de 2009, Sinclair assinou um contrato de sete dígitos com os produtores para atuar como produtora executiva/showrunner para a segunda e terceira temporadas da série.
Em 16 de fevereiro de 2010, a The CW renovou o programa para uma terceira temporada. Também foi transferido para as segundas-feiras às 20:00. Em 26 de abril de 2011, a The CW renovou o programa para uma quarta temporada. Em 17 de março de 2011, foi revelado que Sinclair deixaria o cargo de produtora executiva pois seu contrato expirava no final da terceira temporada. Mais tarde foi anunciado que as ex-produtoras executivas de Life Unexpected, Patti Carr e Lara Olsen foram contratados para assumir a série. A série também retornou ao seu horário de estreia, as terças-feiras às 20:00. Em 3 de maio de 2012, a The CW renovou oficialmente 90210 para quinta temporada.
Em 13 de janeiro de 2013, o presidente da The CW, Mark Pedowitz afirmou que, embora 90210 não tinha uma renovação para a sexta temporada, o programa provavelmente estaria de volta no próximo ano (possivelmente para uma temporada final, se fosse cancelada) devido ao programa ser um "grande crente em dar aos fãs uma conclusão muito satisfatória" para a série de longa duração. No entanto, em 28 de fevereiro de 2013, o presidente da The CW Entertainment, Mark Pedowitz, anunciou que 90210 terminaria sua transmissão após cinco temporadas e 114 episódios.

### Escolha do elenco
Em 13 de março de 2008, Kristin Dos Santos, do E! confirmou que a série seria um spin-off com novos personagens e não um remake. Para que o projeto esteja pronto para as apresentações "iniciais" da rede aos anunciantes em maio, a transmissão começou antes que o script fosse concluído.

#### Recorrente
Os atores originais da série Shannen Doherty, Jennie Garth e Joe E. Tata apareceram em papéis recorrentes durante a produção inicial. Sachs estava familiarizado com Garth e conversou com ela sobre um possível papel na série. Garth concordou em trabalhar na série sem ler um roteiro depois de debater ideias com Sachs. Inicialmente, os produtores ofereceram a Garth um papel regular, mas ela optou por assinar como recorrente. Sachs encontrou-se com Doherty durante o jantar e contou a ela sobre o spin-off do 90210. Nas semanas seguintes, eles criaram a história de Brenda, como uma atriz de teatro e Doherty concordou em ser convidada em vários episódios, aparecendo nos créditos durante a metade da primeira temporada.

### Nova direção
Sinclair anunciou em março de 2009 que a segunda temporada da série dependeria menos de profissionais como Jennie Garth e Shannen Doherty para aumentar a audiência. Ela sentiu que "o programa tentou ser um monte de coisas para muitas pessoas em sua primeira temporada [...] Eu acho que o centro está na geração de garotos que estão no ensino médio agora". Também foi anunciado que Dustin Milligan ('Ethan Ward') não voltaria para a segunda temporada, enquanto Matt Lanter se juntaria ao elenco como regular da série. A escolha do elenco logo começou para novos personagens a serem introduzidos na segunda temporada. Em junho de 2009, a série estava à procura de um ator para interpretar o papel recorrente de Teddy, um campeão de tênis retornando para West Beverly. Ator e modelo Trevor Donovan foi posteriormente escalado para o papel. Ann Gillespie retornou na segunda temporada para vários episódios como Jackie Taylor, Silver e a mãe de Kelly. Seu personagem estava mais uma vez sóbrio e esperava se reconectar com suas filhas depois de ser diagnosticado com câncer.

## Recepção

### Classificações
Classificações sazonais (com base na média total de espectadores por episódio) de 90210 na The CW.
| Temporada | Horário (ET)                           | # Ep. | Estreia                | Estreia                   | Final              | Final                     | Temporada de TV | Classificação | Audiência (em milhões | 18–49 Avaliação (Média) |
| Temporada | Horário (ET)                           | # Ep. | Data                   | Espectadores (em milhões) | Data               | Espectadores (em milhões) | Temporada de TV | Classificação | Audiência (em milhões | 18–49 Avaliação (Média) |
| --------- | -------------------------------------- | ----- | ---------------------- | ------------------------- | ------------------ | ------------------------- | --------------- | ------------- | --------------------- | ----------------------- |
| 1         | Terça-feira 20:00Terça-feira 21:00     | 24    | 2 de setembro de 2008  | 4.65                      | 19 de maio de 2009 | 2.00                      | 2008-2009       | #172          | 2.24                  | 1.4                     |
| 2         | Terça-feira 20:00                      | 22    | 8 de setembro de 2009  | 2.44                      | 18 de maio de 2010 | 1.61                      | 2009-2010       | #137          | 1.82                  | 0.9                     |
| 3         | Segunda-feira 20:00                    | 22    | 13 de setembro de 2010 | 1.96                      | 16 de maio de 2011 | 1.64                      | 2010-2011       | #133          | 1.72                  | 0.8                     |
| 4         | Terça-feira 20:00                      | 24    | 13 de setembro de 2011 | 1.61                      | 15 de maio de 2012 | 0.98                      | 2011-2012       | #145          | 1.54                  | 0.8                     |
| 5         | Segunda-feira 20:00Segunda-feira 21:00 | 22    | 8 de outubro de 2012   | 0.94                      | 13 de maio de 2013 | 0.51                      | 2012-2013       | #147          | 1.15                  | 0.6                     |

A estreia da série foi vista por 4,65 milhões de espectadores dos EUA. A estreia no Reino Unido foi vista por 468.000 espectadores na E4.
A segunda temporada estreou para 2,56 milhões de telespectadores e alcançou 1,3 pontos na faixa etária dos adultos de 18 a 49 anos, 18% a mais que no final da primeira temporada, mas caiu 50% em relação à estreia da série. Embora as classificações tenham diminuído após o hiato de três meses, foi o #1 show de maior sucesso no DVR no aumento percentual de 18 a 49, entre 22 e 28 de março, aumentando para um índice de 1,1. As classificações de DVR para o show às vezes dobraram seus índices de transmissão. A The CW descreveu suas classificações de DVR como as mais impressionantes da TV e citou-as como a razão para a renovação da quarta temporada da série.
A estreia da terceira temporada foi vista por 1,96 milhões de telespectadores nos Estados Unidos e alcançou uma classificação de 0,9 em adultos entre 18 e 49 anos. Episódio 11 atingiu os máximos da temporada em todas as categorias com uma classificação 1,1 adultos 18-49, 1,4 adultos 18-34 e 2,1 na meta da The CW de Mulheres 18-34. Foi também o episódio mais assistido em mais de um ano, com 2,18 milhões de telespectadores em sintonia. No Reino Unido, o oitavo episódio da terceira temporada "Mother Dearest" foi visto por 548.000 espectadores, melhorando sua estreia na série.

### Resposta crítica
A maioria das revisões do piloto foi média. Metacritic deu ao episódio um Metascore - uma média ponderada baseada nas impressões de 12 críticas críticas selecionadas - de 46, significando revisões mistas ou médias. Matthew Gilbert, do The Boston Globe, achava que, assim como o original, o 90210 era "muito bom". Gilbert disse que o episódio "pareceu levar uma eternidade para criar alguns enredos notavelmente sem graça", que ele descobriu que foram executados com mais sutileza por outros soaps de adolescentes. O revisor criticou os escritores por "material sem imaginação", e comentou sobre a cena do sexo oral. Gilbert alegou que os personagens não tinham profundidade e distinção em todo o piloto, especialmente Naomi, a quem ele comparou negativamente com Blair Waldorf, de Gossip Girl. Em contraste, Tom Gliatto, da revista People, deu uma crítica favorável a Naomi Clark, mas afirmou que ele achava que o elenco como um todo ainda não havia se formado. Quando comparado com a série original, Rob Owen, do Pittsburgh Post-Gazette, sentiu que o spin-off cobria os mesmos temas - família, amigos, melodrama adolescente, relacionamentos - mas com mais humor. Owen elogiou os personagens convincentes e a atuação, e achou o diálogo mais doloroso do que inteligente. Como o programa continuou sua primeira temporada, a resposta ficou consideravelmente mais positiva, e na segunda temporada a resposta crítica foi favorável. Entertainment Weekly deu a segunda temporada um A-, afirmando que "tudo o que foi preciso foi um pouco de sol para dar este show algum calor", e que o "novo, trashier take está funcionando" após o que eles consideravam uma primeira temporada "drippy". LaDale Anderson da Canyon News comentou sobre a mudança entre as duas primeiras temporadas, dizendo que "a transformação dos personagens e enredos na segunda temporada tem sido fantástica", e "às vezes um show precisa de uma reforma e com as peças certas no lugar não tão bom show pode se tornar algo sensacional". O revisor opinou que "o que funcionou tão bem [...] é que os caracteres não são unidimensionais". Com a maioria dos shows, os personagens continuam a incorporar características que os definem, mas não aqui. "Anderson também elogiou a escrita, dizendo que ela era" intrincada e se entrelaça sem forçar a ligação dos enredos; eles se misturam naturalmente".

### Prêmios e indicações
| Ano  | Prêmio                          | Categoria                                               | Destinatários e nomeados  | Resultado |
| ---- | ------------------------------- | ------------------------------------------------------- | ------------------------- | --------- |
| 2009 | People's Choice Award           | Melhor Novo Drama de TV                                 | 90210                     | Indicado  |
| 2009 | Prism Awards                    | Série Dramática Enredo de Múltiplos Episódios           | 90210                     | Indicado  |
| 2009 | Prism Awards                    | Desempenho em um Enredo de Episódios Múltiplos em Drama | Jessica Lowndes           | Indicado  |
| 2009 | Teen Choice Awards              | Melhor Série de TV, Drama                               | 90210                     | Indicado  |
| 2009 | Teen Choice Awards              | Programa de TV Breakout                                 | 90210                     | Indicado  |
| 2009 | Teen Choice Awards              | Melhor ator de série de TV                              | Dustin Milligan           | Indicado  |
| 2009 | Teen Choice Awards              | TV Breakout Feminino                                    | AnnaLynne McCord          | Indicado  |
| 2009 | Teen Choice Awards              | TV Breakout Star                                        | Tristan Wilds             | Indicado  |
| 2009 | Teen Choice Awards              | Unidade Parental da TV                                  | Rob Estes e Lori Loughlin | Indicado  |
| 2009 | ASCAP Award                     | Top Série de Televisão                                  | Liz Phair e Marc Dauer    | Venceu    |
| 2010 | Young Hollywood Awards          | Jovem Performance Espumante de Hollywood                | Jessica Stroup            | Venceu    |
| 2010 | Breakthrough of the Year Awards | Desempenho de Destaque Inovador                         | AnnaLynne McCord          | Venceu    |
| 2010 | TV Choice Awards                | Melhor Série Dramática                                  | 90210                     | Indicado  |
| 2010 | Teen Choice Awards              | Melhor Série de TV, Drama                               | 90210                     | Indicado  |
| 2010 | Teen Choice Awards              | Melhor Ladra de Cena de TV                              | Shenae Grimes             | Indicado  |
| 2010 | Teen Choice Awards              | Unidade Parental da TV                                  | Rob Estes e Lori Loughlin | Indicado  |